# Quebrada Guadalupe
Quebrada Guadalupe är ett vattendrag i Colombia.   Det ligger i departementet Antioquía, i den nordvästra delen av landet, 280 km norr om huvudstaden Bogotá.